# Jégsztúpa

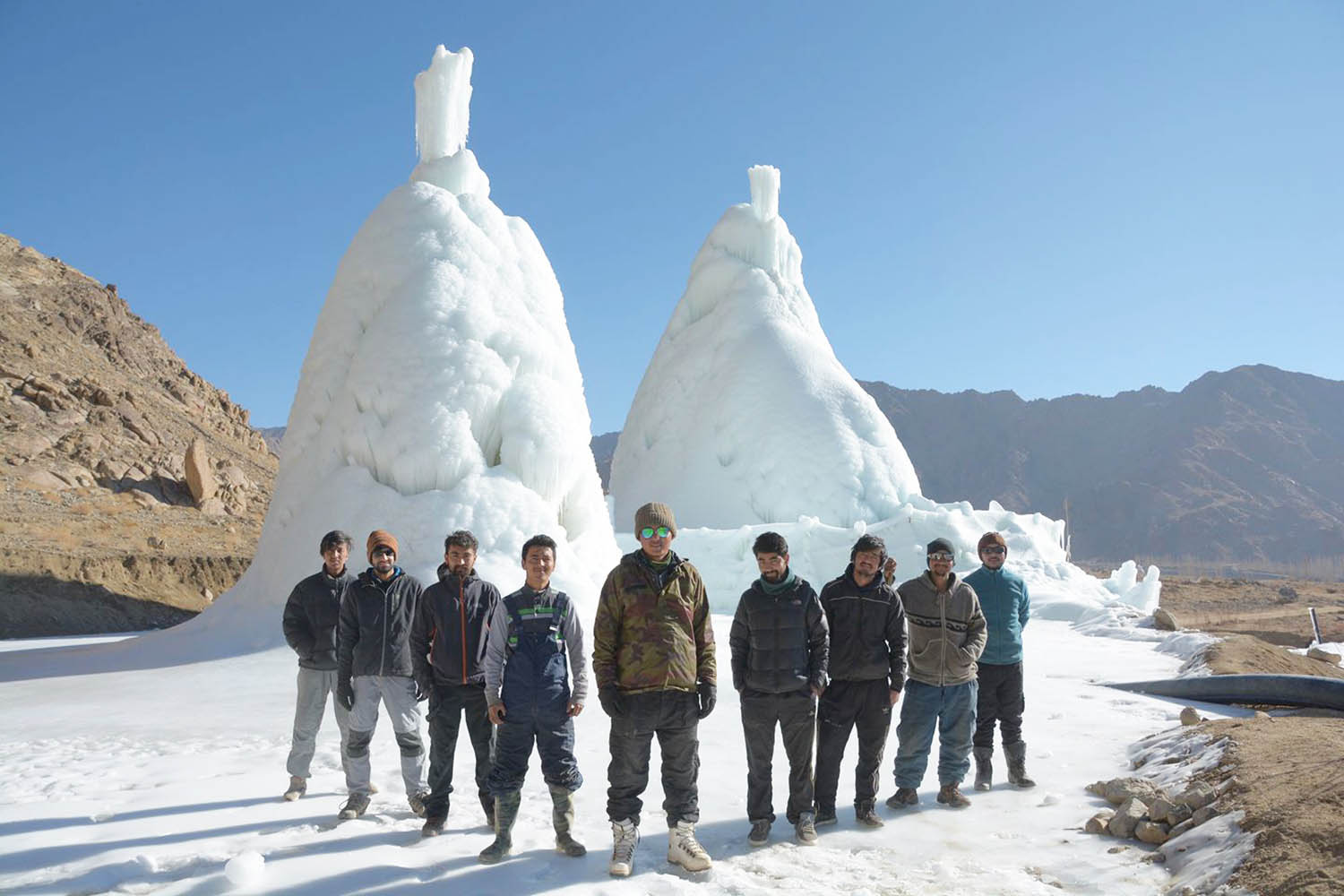
Ladaki diákok és alkotásaik a 2018–2019-es jégsztúpaépítő-versenyen

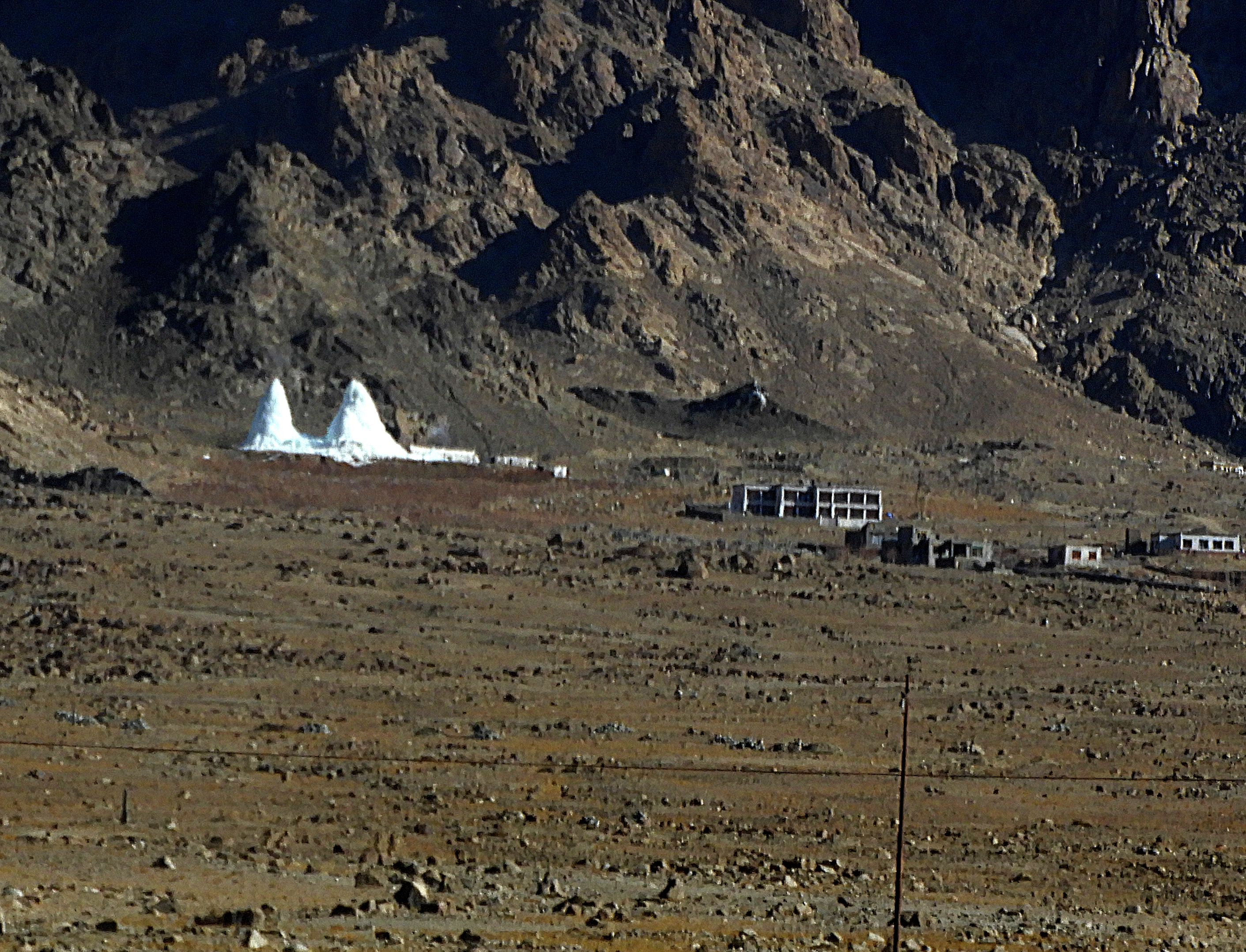
Jégsztúpák a Phjang kolostor közelében

A Himalája térségében, főként az észak-indiai Ladakban elterjedt jégsztúpák olyan mesterséges jégépítmények, amelyeket azzal a céllal építenek, hogy a téli csapadékból származó vizet elraktározzák a szárazabb tavaszi–nyári időszakra. Nevüket arról kapták, hogy kúp alakjuk kissé a buddhista sztúpákra emlékeztet.
Ladak területe hegyvidéki sivatag, az évi csapadékösszeg mindössze 100 mm körül mozog, a téli hőmérséklet pedig elérheti a -30 °C-ot is. A 2700 és 4000 méter tengerszint feletti magasságokban elhelyezkedő falvak szinte kivétel nélkül gleccserpatakok mellett helyezkednek el, amelyek vizét fáradságos munkával kiépített csatornákon vezetik el földjeikre, hogy azokon búzát, árpát, zöldségeket és gyümölcsöket termeszthessenek. Április és május a legkritikusabb hónap: ekkor már alig van víz a patakokban, a falvak egymással versengenek a kevés vízért, viszont június közepén a gyors gleccserolvadás miatt akár villámárvizek is bekövetkezhetnek. Szeptember közepétől kezdve már nincs mezőgazdasági termelés, ezért a patakokban lefolyó víz „elpazarlódik”. Ezt a problémát küszöbölik ki a jégsztúpák, amelyekben elraktározható a téli időszak vize, majd amikor éppen a legnagyobb szükség van rá, a sztúpák maguktól el is olvadnak.
Bár maga a jégsztúpa viszonylag új (21. századi) találmány, a hozzá hasonló technológiák már régóta jelen vannak a térségben. A helyiek korábban is raktározták a vizet jég formájában, ám ehhez 4000 méteres magasság felett elhelyezkedő, a naptól jobban védett északi hegyoldalakat kellett felhasználniuk, hogy az általuk használt vízszintes jégképződmények ne olvadjanak el túl hamar, ráadásul rendszeres karbantartásukra is szükség volt. Ezt a problémát küszöbölte ki Szonam Vangcsuk mérnök, amikor feltalálta a jégsztúpákat. Ezek az akár 30–50 méteres magasságot is elérő építmények közvetlenül a falvak mellé telepíthetők, így a belőlük származó víz azonnal felhasználható.
Felépítésükhöz és működésükhöz nincs szükség sem szivattyúkra, sem más olyan szerkezetekre, amiket energia felhasználásával kellene meghajtani. Mindössze egy csővezetéket kell lefektetni, amely az (általában mintegy 100 méterrel) magasabban fekvő távolabbi hegyvidéki részekről odaszállítja a vizet. A cső végső szakaszát függőlegesen felfelé kell irányítani, olyan magasságba, ami majd a sztúpa magassága lesz. Amint a csőből kifolyó víz téli éjszakákon eléri a lehűlt talajt, megfagy, és így a jég egyre magasabbra és magasabbra tornyosul. Mivel ezek a tömbök sokkal kisebb felülettel rendelkeznek, mint a talajon vízszintesen elterülő jégmezők, ezért sokkal kevesebb napsütés éri őket, így tavasszal és nyár elején jóval lassabban olvadnak el: ha méretüket megfelelően állítják be, akkor lényegében pont olyan ütemben olvadnak, ahogy szükség van a vízre.
Az első jégsztúpa-prototípust 2013–2014 telén építette fel a SECMOL Alternatív Intézet egy (szándékosan) viszonylag meleg helyen, 7 méter magas volt, és május 18-áig létezett: ekkor olvadt el teljesen. A sikeres kísérlet után meghívták a drikung kagyü buddhista hagyományvonal vezetőjét, a környezettudatosság iránti érdeklődéséről ismert Kjabgön Csecang Rinpocse őszentségét, hogy látogassa meg az iskolát, majd ő is felkérte az intézetet, hogy építsék fel az első teljes méretű jégsztúpát Phjang faluban. Azóta már számos helyen alkalmazzák.